# Armande Béjart
Armande Grésinde Claire Elisabeth Béjart, född 1642, död 1700, var en fransk skådespelare. Syster, eller möjligen dotter till Madeleine Béjart.
Hon blev 1662 Molières hustru, utbildades av honom för scenen och inträdde 1663 vid hans teater Troupe de Molière, där hon snabbt blev primadonnan. Molière skrev flera pjäser direkt för henne, bland annat Célimène i Misantropen, som också skall ha haft hennes privata personlighet som modell. Bland hennes övriga framstående roller märks Elmire i Tartuffe, Henriette i Lärt folk i stubb och Angélique i Den inbillade sjuke.
Några år efter Molières död gifte hon om sig med skådespelaren Guérin d'Estriché och drog sig 1694 tillbaka från scenen.

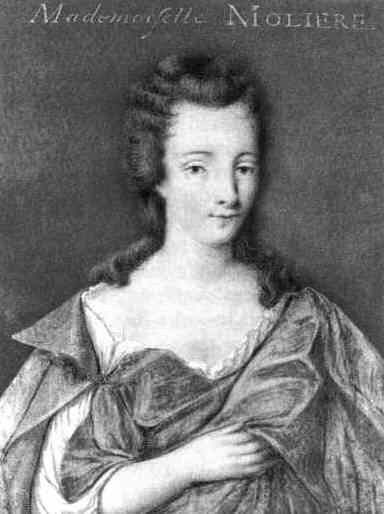
Armande Béjart.